# 法律与秩序：特殊受害者
《法網遊龍：特案組》（英語：Law & Order: Special Victims Unit）是一部由Dick Wolf创造的美国电视剧，于1999年9月20日起在美國國家廣播公司播出。
這是《法網遊龍》的第一部衍生劇，由克里斯托弗·米洛尼飾演警探艾略特·斯特布勒（Elliot Stabler）直到他在第12季離開及瑪莉絲卡·哈吉塔飾演警探（最終晉升為特案組隊長）奧麗薇亞·班森（Olivia Benson）。米洛尼在2021年衍生劇《法網遊龍：組織犯罪》飾演他的角色。
第21季的播出使得《法網遊龍：特案组》的播出季总数成为美国黄金时段电视剧历史上连续播出时间最久的非动画剧集，超越原系列《法網遊龍》。截至2023年，《法網遊龍：特案组》已播出原創影集538集，超過《法網遊龍》系列的集數。就黃金時段腳本劇集的總集數而言，《法網遊龍：特案组》目前排名第四，僅次於《辛普森家庭》（750集）、《荒野大鏢客》（635集）和《灵犬莱西》（591集）。
《法網遊龍：特案组》獲得108項獎項提名，並獲得33項獎項。瑪莉絲卡·哈吉塔是《法網遊龍》系列中第一位獲得艾美獎的演員。她於2006年獲得最佳戏剧类影集女主角獎。她還獲得了2004年金球奖剧情类剧集最佳女主角。
奧麗薇亞·班森（瑪莉絲卡·哈吉塔）和奧德分·圖圖歐拉（Ice-T）兩個角色是電視上出現時間最長的女角色和男角色之一。

## 概括
它描繪了專門負責性犯罪以及與兒童和老年人有關的特殊犯罪的纽约市警察局曼哈顿16区的特案组"Special Victims Unit"的偵探們應對案件的故事。
在第1季，芒奇想幫找出強暴班森母親的人。心理學家對班組進行了分析。在第2季，圖圖歐拉以警探身份加入特案组，卡博特以地区助理检察官身份加入。班森對酗酒母親的過世感到悲痛。在第3季，一名被錯誤定罪的囚犯追捕班森。圖圖歐拉考慮他的工作。在第4季，斯特布勒成為臥底調查案件。在第5季，卡博特中槍, 進入證人保護。诺瓦克成為特案组的新地区助理检察官。在第6季，斯特布勒的暴力行為成為一個問題。诺瓦克因追查案件而受到攻擊。斯特布勒掩蓋了女兒被捕的事實。
在第7季，斯特布勒因暴力行為而接受治療。斯特布勒和班森擔心他們的關係變得太親密了。在第8季，班森臥底後，斯特布勒他被安排了一個新的夥伴。班森得知她有一個陷入困境的同父弟弟，並在他被警察陷害後幫助了他。在第9季，克拉根因斯特布勒、班森和圖圖歐拉的行為而被停賽。班森在監獄臥底時遭到性侵犯，圖圖歐拉救了她。班森在一場車禍後救了斯特布勒的妻子，接生了他們的孩子。在第10季，斯特布勒處理他女兒的行為。班森因創傷後壓力症接受心理治療。在第11季，班森被陷害謀殺。斯特布勒對大兒子的行為感到困擾。華納中槍。在第12季，在男孩吸毒成癮的母親給予監護權後，班森成為男孩的監護人。隊室內發生悲劇，迫使斯特布勒做出決定。
在第13季，斯特布勒突然離開後，班森傷心欲絕。羅林斯和阿馬羅加入特案组。卡在第14季，克拉根被誣陷謀殺。 巴尔巴作為新地区助理检察官加入。在第15季，在上季結局的事件之後，班森經歷了人生中最黑暗的時期。芒奇和克拉根離開了。羅林斯的賭博成癮成為一個問題。在第16季，班森正式收養她的兒子諾亞。阿馬羅的脾氣成了問題。卡利斯加入特案组。在第17季，班森晉升為警督。羅林斯生下了她的第一個孩子。在第18季，多茲去世後，班森一直在愧疚中掙扎。在第19季，諾亞的親生祖母綁架了諾亞。史東成為新的地区助理检察官。在第20季，羅林斯得知她第二次懷孕了。史東對姐姐的過世感到悲痛。班森質疑她作為警察的身體能力。她努力應對諾亞的挑釁行為。在第21季，特案组慶祝卡利斯成為新的地区助理检察官。班森晉升為隊長。
在第22季，特案组應對疫情，班森和圖圖歐拉質疑自己的偏見。班森對斯特布勒的突然回歸感到困擾。在第23季，塔明中彈後離開，而貝拉斯科加入特案组。阿馬羅回來了，帶來了班森過去的某個人。斯特布勒妻子的謀殺案審判阻礙了班森和巴爾巴的友誼。在第24季，特案组與布朗克斯特案组合作。當班森遭到幫派襲擊時，她努力保護她的兒子。班森和斯特布勒的關係越來越親密，但她害怕與他開始戀愛關係。羅林斯和卡利斯結婚了。羅林斯在中彈後離開，但質疑她的決定是否正確。在第25季，班森因一个失踪女孩案而心烦意乱。

## 角色及演員

### 主要角色
- 瑪莉絲卡·哈吉塔 饰演 奥丽薇亚·班森（第1季-至今）
  - 她的母亲被陌生人强奸，由于上述背景，她成为了专门调查性犯罪的特案组的警探。她的母亲在她还是个孩子的时候就对她进行了情感虐待，在第2季喝醉酒从楼梯上摔下来身亡。
  - 她是斯特布勒的搭檔。史特布勒離開後，阿馬羅成為了她的搭檔。
  - 在第8季中，她发现自己有一个同父异母的弟弟。他在第21季因服药过量而死亡，她為他的死而自責。在第22季发现他是被谋杀的。
  - 她在第15季晋升为曼哈顿特案组队长。
  - 她在第15季收养了一名受害者的孩子。
  - 她是一个有同理心的人，也是一个在犯罪现场展现出强大能力和魅力的人。
- 克里斯托弗·米洛尼 饰演 艾略特·斯特布勒（第1-12季[主要], 第22季-至今[次要]）
  - 他是一名高级警探，是班森的搭檔，有5个孩子，是天主教徒。他的妻子在第6季离开了他，但一夜情让她怀上了他们的第五个孩子，他们第9季又复合了。
  - 他的父亲是一名腐败的警察，有虐待行为。他的母亲和二女儿患有躁郁症。
  - 由于性格暴力，他多次面临因妨碍执行警务而被解雇的风险。
  - 他在第12季杀死一名女孩后突然退休，这对班森来说是毁灭性的打击。（米洛尼因合同谈判破裂而离开。）
  - 他在第22季加入衍生剧《法網遊龍：組織犯罪》，调查他妻子的死亡事件。
- 理查·贝尔泽 饰演 约翰·芒奇（第1-15季[主要], 第17季[客串]）
  - 他是一名高级侦探，在第9季中升为警司。
  - 他性格比较冷静，曾离婚过3次。
  - 他在第15季加入地区检察官办公室担任调查员。
  - 他的角色来自电视剧《凶殺：街頭生涯》。这个的角色芒奇出现在8部不同的电视剧中。
- 丹恩·佛洛莱克 饰演 唐纳德·克拉根（第1-15季[主要], 第16,23季[客串]）
  - 第1-15季，他是特案组队长。他對待斯特布勒和班森就像對待自己的孩子一樣。
  - 电视剧开始前他是个酒鬼，但后来变得清醒了。
  - 他在第15季退休，将位置留给班森。
  - 他的角色来自电视剧《法網遊龍》。
- Ice-T 饰演 奥德分 "分"·图图欧拉（第2季-至今）
  - 他从毒品调查组转到特案组。在第19季中升为警司。
  - 原本他和其他侦探相处得并不好。他非常忠诚，与芒奇和班森关系密切，但他仍然与斯特布勒有争执。他对待班森就像对待姐妹一样。
  - 他有一个儿子是同性恋。
- 史蒂芬妮·玛奇 饰演 亚历珊卓 "亚历"·卡博特（第2-5,11季[主要], 第10,13季[次要], 第6,19季[客串]）
  - 她是特案组的地区助理检察官。
  - 在第5季中，她在被枪杀后加入了证人保护计划。
  - 在第19季中，班森发现她正在帮助家庭暴力受害者逃跑。
- 黄荣亮 饰演 乔治·黄（第4-12季[主要], 第2-3季[次要], 第13-15,17季[客串]）
  - 他是联邦调查局的精神病学家和犯罪心理学家。
  - 他有时会与警探发生冲突，但他也会帮助他们分析嫌疑人。
  - 除了他是同性恋并且有一个姐妹之外，人们对他的个人生活知之甚少。
  - 在第17季中，据透露他从联邦调查局退休。
- 蜜雪儿·赫德 饰演 莫妮卡·杰佛里斯（第1-2季）
  - 她是一名初级警探。
  - 她因与嫌疑人发生一夜情而被停职。
  - 第2季，她被图图欧拉取代。
- 塔玛拉·图尼 饰演 梅琳达·华纳（第7-12季[主要], 第2-6, 13-17季[次要], 第19, 21-23季[客串]）
  - 她是首席法医。
- 黛安·尼尔 饰演 凯西·诺瓦克（第5-9季[主要], 第13季[次要], 第12季[客串]）
  - 她取代卡博特成为新的地区助理检察官。她意识到并非所有事情都是黑白分明的。
  - 她一开始并没有和警探们相处，因为她只想打赢官司。
  - 她与一名患有精神分裂症的男子订婚，当他的症状变得如此严重，以至于她觉得和他在一起不再安全时，她结束了这段关系。
  - 在第9季结局，由于违反布雷迪披露，她的牌照暂停三年。
- 亚当·毕奇 饰演 查斯特·莱克（第9季[主要], 第8季[次要]）
  - 他从布鲁克林区特案组转来。
  - 在第9季结局，一名强奸犯被无罪释放后，莱克杀死了他，他被捕了。
- 达尼·皮诺 饰演 尼可拉斯·阿马罗（第13-16季[主要], 第23季[客串]）
  - 他在第13季成为班森的新搭档。他们最初相处得并不好，因为班森仍在为斯特布勒离开她而悲伤。他们成为了好朋友。在第13季，他杀死了罪犯，拯救了班森和一名受害者。在第15季，他帮助班森缓解被绑架和折磨后的创伤。
  - 在他错误地指责妻子对他不忠后，他的妻子离开了他。他还因枪杀一名无辜男孩而受到调查。这段时间，班森让他睡在她家。
  - 他发现自己在卧底期间生下了一个孩子。
  - 他和羅林斯有過短暫的戀情。
  - 在第16季结局中，他被皮条客射杀后受伤。还因为纽约警察局不会将他晋升为警司，而且他的孩子们搬到了加利福尼亚州，所以他在第16季离开特案组了。
  - 在第23季（第500集），他返回纽约侦破一起悬案。
- 凯莉·吉蒂森 饰演 艾曼达·罗林斯（第13-24季, 第25季[次要]）
  - 她从亚特兰大搬来加入特案组。她是图图欧拉的搭檔。她搬到纽约是因为她在亚特兰大被警察局长强奸。
  - 她有赌博成瘾，但后来她康复了。她有一个吸毒成瘾的妹妹和不支持她的父母，这导致了许多问题。
  - 她和阿马罗有過短暫的戀情。她後來與班森成為了親密的朋友。
  - 在第24季中，她与卡利斯结婚，并离开特案组成为一名大学教授。她有两个孩子。在第24季结局，她怀上了第三个孩子。（吉蒂森的三次懷孕都被寫進劇本裡了。）
  - (吉蒂森之前扮演過一個不同的角色。)
- 劳尔·埃斯帕扎 饰演 拉斐尔·巴尔巴（第15-19季[主要], 第14季[次要], 第21-23季[客串]）
  - 她成为新的地区助理检察官。作为一名检察官，他可能很无情，但他也很有爱心。
  - 他关心班森，他们成为亲密的朋友。在第15季中，他帮助她将绑匪投入监狱。在第19季中，当她的儿子被绑架时，他安慰她。在第23季中，在他成为杀害斯特布勒妻子的凶手的辩护律师后，他们的关系破裂了。
  - 在第19季中，他出于怜悯而杀死了一个垂死的婴儿。尽管他被无罪释放，但他辞去职务并成为一名辩护律师。
- 彼得·斯卡纳维诺 饰演 多米尼克"桑尼"·卡利斯（第16季-至今）
  - 他在第16季加入特案组。他原本与其他侦探相处得不好，因为他非常直率。
  - 他学过法律，并在第21季成为新的地区助理检察官。
  - 他在第24季与罗林斯结婚。他是她两个孩子的继父。
  - (斯卡纳维诺之前演過一個不同的角色。)
- 菲利普·文切斯特 饰演 彼得·史东（第19-20季）
  - 他的角色来自被取消的电视剧《芝加哥正义》。他取代巴尔巴拥有新的地区助理检察官。
  - 他有一个患有精神分裂症的姐姐。在他拒绝撤案后，他的姐姐被罪犯杀害。
  - 班森原本因为她和巴尔巴的关系而不喜欢他。他们成为了好朋友，他花时间和她的儿子在一起。
  - 班森受到罪犯威胁后，史东伪造证据以赢得官司。当他意识到自己对班森的感情影响了他的工作时，他离开了。
- 杰米·格雷·海德 饰演 凯特里奥娜 "凯特"·塔明（第21-23季）
  - 她在第22季晋升为警探。她在抓捕罪犯时可能会鲁莽行事。
  - 她是双性恋。
  - 她在第23季中被枪杀后辞职。
- 德莫尔·巴恩斯 饰演 克里斯蒂安·加兰（第21-23季[主要], 第20季[次要]）
  - 他接替多兹成为新的副局长。
  - 在他腐败的上级针对他之后，他在第23季辞职。他成为副市长。
- 奥克塔维奥·皮萨诺 饰演 乔·贝拉斯科（第23季-至今）
  - 他取代塔明成为新警探。
- 莫莉·伯内特 饰演 格蕾丝·蒙西（第24季）
  - 她从布朗克斯帮组调来。她一开始过于自信，后来逐渐成为一名优秀的警探。
  - 在第24季结局，她离开并加入缉毒局。

| 出場說明 |      |      |          |
| 主要     | 次要 | 客串 | 沒有出場 |

| Status | 角色            | 演員                  | 職務或身份                                                                        | 首次出場集數                | 最後出場集數                | 年份                   | 季數 | 季數 | 季數 | 季數 | 季數 | 季數 | 季數 | 季數 | 季數 | 季數 | 季數 | 季數 | 季數 | 季數 | 季數 | 季數 | 季數 | No. of 總集數 |
| Status | 角色            | 演員                  | 職務或身份                                                                        | 首次出場集數                | 最後出場集數                | 年份                   | 1    | 2    | 3    | 4    | 5    | 6    | 7    | 8    | 9    | 10   | 11   | 12   | 13   | 14   | 15   | 16   | 17   | No. of 總集數 |
| ------ | --------------- | --------------------- | --------------------------------------------------------------------------------- | --------------------------- | --------------------------- | ---------------------- | ---- | ---- | ---- | ---- | ---- | ---- | ---- | ---- | ---- | ---- | ---- | ---- | ---- | ---- | ---- | ---- | ---- | ------------- |
| 主演   | 奧麗薇亞·班森   | 瑪莉絲卡·哈吉塔       | 初級警探 (1–12季) 高級警探 (13–15季) 警司 (15–17季) 警督 (17-21季) 警監 (21-至今) | "Payback" (1x01)            | —                           | 1999–                  |      |      |      |      |      |      |      |      |      |      |      |      |      |      |      |      |      | 538           |
| 退出   | 唐納德·克拉根   | 丹恩·佛洛萊克         | 警監 (1–15季)                                                                     | "Payback" (1x01)            | "Perverted Justice" (16x21) | 1999–2015              |      |      |      |      |      |      |      |      |      |      |      |      |      |      |      |      |      | 331           |
| 退出   | 約翰·芒奇       | 理查·貝爾澤           | 高級警探 (1–8季) 警司 (9–15季) 地檢調查員 (15季)                                  | "Payback" (1x01)            | "Spring Awakening" (15x24)  | 1999–2014              |      |      |      |      |      |      |      |      |      |      |      |      |      |      |      |      |      | 325           |
| 主演   | 艾略特·斯特布勒 | 克里斯托弗·米洛尼     | 高級警探 （1-12季, 22-至今）                                                      | "Payback" (1x01)            | —                           | 1999–2011, 2021-       |      |      |      |      |      |      |      |      |      |      |      |      |      |      |      |      |      | 272           |
| 退出   | 莫妮卡·傑佛里斯 | 蜜雪兒·赫德           | 初級警探 （1~2季）                                                                | "Payback" (1x01)            | "Runaway" (2x16)            | 1999–2001              |      |      |      |      |      |      |      |      |      |      |      |      |      |      |      |      |      | 25            |
| 主演   | 奧德分·圖圖歐拉 | Ice-T                 | 初級警探 (2–8季) 高級警探 (9–19季) 警司 (19–至今)                                 | "Wrong Is Right" (2x01)     | —                           | 2000–                  |      |      |      |      |      |      |      |      |      |      |      |      |      |      |      |      |      | 476           |
| 退出   | 亞歷珊卓·卡博特 | 史蒂芬妮·瑪奇         | 地區助理檢察官 （Assistant District Attorney）                                    | "Wrong Is Right" (2x01)     | "Learning Curve" (13x21)    | 2000–03, 2005, 2009–12 |      |      |      |      |      |      |      |      |      |      |      |      |      |      |      |      |      | 96            |
| 退出   | 梅琳達·華納     | 塔瑪拉·圖尼           | 法醫（Medical Examiner）                                                          | "Noncompliance" (2x06)      | —                           | 2000–21                |      |      |      |      |      |      |      |      |      |      |      |      |      |      |      |      |      | 220           |
| 退出   | 喬治·黃         | 黃榮亮 （B. D. Wong） | F.B.I.刑事特別探員 （FBI Special Agent – Criminal Profiler）                      | "Pique" (2x20)              | "TBA" (17xTBA)              | 2001–15                |      |      |      |      |      |      |      |      |      |      |      |      |      |      |      |      |      | 230           |
| 退出   | 凱西·諾瓦克     | 黛安·尼尔             | 地區助理檢察官 （Assistant District Attorney）                                    | "Serendipity" (5x05)        | "Valentine's Day" (13x18)   | 2003–08, 2011–12       |      |      |      |      |      |      |      |      |      |      |      |      |      |      |      |      |      | 112           |
| 退出   | 查斯特·萊克     | 亞當·畢奇             | 初級警探                                                                          | "Outsider" (8x12)           | "Cold" (9x19)               | 2007–08                |      |      |      |      |      |      |      |      |      |      |      |      |      |      |      |      |      | 21            |
| 退出   | 金·葛萊克       | 米卡埃拉·麥克馬納斯   | 地區助理檢察官 （Assistant District Attorney）                                    | "Trials" (10x01)            | "Zebras" (10x22)            | 2008–09                |      |      |      |      |      |      |      |      |      |      |      |      |      |      |      |      |      | 22            |
| 退出   | 艾曼達·羅林斯   | 凱莉·吉蒂森           | 初級警探 (13-21季) 高級警探 (21-24季)                                             | "Scorched Earth" (13x01)    | —                           | 2011–23                |      |      |      |      |      |      |      |      |      |      |      |      |      |      |      |      |      | 226           |
| 退出   | 尼可拉斯·阿馬羅 | 達尼·皮諾             | 初級警探                                                                          | "Scorched Earth" (13x01)    | "Surrendering Noah" (16x23) | 2011–15                |      |      |      |      |      |      |      |      |      |      |      |      |      |      |      |      |      | 94            |
| 退出   | 拉斐爾·巴爾巴   | 勞爾·埃斯帕扎         | 地區助理檢察官 （Assistant District Attorney）                                    | "Twenty-Five Acts" (14x03)  | —                           | 2012–22                |      |      |      |      |      |      |      |      |      |      |      |      |      |      |      |      |      | 118           |
| 主演   | 多米尼克·卡利斯 | 彼得·斯卡納維諾       | 初級警探 (16-20季) 地區助理檢察官 （Assistant District Attorney）(21-至今)        | "Girls Disappeared" (16x01) | —                           | 2014–                  |      |      |      |      |      |      |      |      |      |      |      |      |      |      |      |      |      | 115           |

### 次要角色
- 狄恩·溫特斯 饰演 布萊恩·卡西迪 (第1, 13-15, 19-20季)
  - 他是特案组的警探。他不成熟而且衝動。他是足球教練猥褻兒童的受害者。在第1季，與班森一夜情後，由於班森不想繼續這段關係，他們的關係變得尴尬。在經歷了一場棘手的案件後，他被調往緝毒组。在第13季，他是一名臥底。在他中槍並被降職後，他和班森在開始戀愛關係了。在第15季，在班森的創傷經歷後，他們搬到了一起。他們後來分手因为班森无法对他敞开心扉而他不想要孩子，但仍然是朋友。在第19季，班森發現他向警方透露了她的心理治療，導致她因虐待兒童而受到調查，因此對他很生氣。在第20季，班森幫助他在法庭上面對猥褻者。
- 伊莎貝爾·吉利斯 饰演 凱西·斯特布勒 (第1-6, 8-12, 22季)
  - 她是斯特布勒的妻子。由於意外懷孕，他們從17歲起就結婚了。在第6季，她離開了斯特布勒並帶著孩子們。在第8季，她要求班森說服斯特布勒簽離婚協議書，他照做了。一夜情導致再次懷孕後，她和斯特布勒重歸於好。在第9季，當兩人遭遇車禍時，班森救了她並幫助生下孩子。她在第22季中被汽車炸彈謀殺。
- 喬爾·德·拉富恩特 饰演 魯本·莫拉萊斯 (第3-12季)
  - 他是技术援助組 (TARU) 的技術人員。
- 羅伯特·約翰·伯克 饰演 艾德·塔克 (第3-5, 8-12, 14-18, 21季)
  - 他曾在内政局 (IAB) 担任警司，后来担任警督。他本來就極度傲慢、自私、虛榮。特案组的每个人，尤其是克拉根，討厭他的戰術。他多次讓班森、斯特布勒、阿馬羅、和羅林斯停职。在第十季，他在本森被陷害謀殺後逮捕了她。在第17季，他開始變得友善和有愛心。在他幫助班森處理人質事件後，兩人變得更加親密並開始戀愛關係在大家的反對下。在第18季，他希望班森和他一起退休後，他們分手了。在第21季，據透露他現已結婚，並且自從與班森在一起以來一直在與晚期腦癌作鬥爭。由於病情惡化，他開槍自殺。
- 彼得·赫曼 饰演 崔佛·蘭根 (第3-12, 15-16, 19, 21, 23季)
  - 他是一名辯護律師，最初因幫助嫌疑人而不受小組歡迎。在第十季中，他在班森被陷害謀殺後幫助了她。在第16季中，他幫助她收養了諾亞。兩人成為朋友。
- 艾莉森·西科 饰演 凱瑟琳”凱蒂”·斯特布勒 (第3, 6-10, 12, 22-23季)
  - 她是斯特布勒的二女兒。在第6季，她的父親掩蓋了她的酒後駕車，這給他帶來了麻煩，她被判處社區服務。在第十季，她因闖入和盜竊被捕後，被診斷出患有躁鬱症。班森幫助她，要求斯特布勒的母親說服她認罪，並讓她接受強制治療。
- 朱迪絲·萊特 饰演 伊莉莎白”莉茲”·唐納利 (第3-4, 6-12季)
  - 在晉升為法官之前，她最初是地区助理检察官的局長。她監督卡伯特和諾瓦克。
- 麥克·多伊爾 饰演 瑞安·奧哈洛倫 (第5-10季)
  - 他是犯罪現場組 (CSU) 的技術員。他在第十季被助手謀殺。
- 歐內斯特·瓦德爾 饰演 肯·蘭德爾 (第6-8, 11, 13, 17, 19, 21, 22季)
  - 他是图图欧拉的兒子。他原本和父親關係不好，常去找班森尋求幫助。他和他的父親最終變得親密起來。在第7季和第8季，在他的母親透露她十幾歲時被父親強姦後，他的表哥，一名殺人犯，實際上是他同母的哥哥。在第13季，他的未婚夫因同性戀而遭到仇恨犯罪襲擊。他們後來結婚並收養了一個兒子。
- 康妮·尼爾森 饰演 丹妮爾“丹尼”·貝克 (第8季)
  - 在班森為聯邦調查局臥底後，她在第八季開始時取代班森成為新偵探和斯特布勒的新搭檔。（哈吉塔休了6集產假。）她和斯特布勒最初相處得併不好，但最終變得親密，亲吻过一次。她因受案件困擾而離開，並在班森回來後導致斯塔布勒和班森之間的尷尬。
- 文森特·斯帕諾 饰演 迪恩·波特 (第8, 10季)
  - 在第8季，他是一名聯邦調查局特工，也是班森臥底期間的經紀人。在第十季，他試圖與班森約會，但當發現他為聯邦調查局掩蓋一樁謀殺案時，班森揭露了他的罪行。
- 邁克爾·韋斯頓 饰演 西蒙·馬斯登 (第8, 13, 21季)
  - 他是班森陷入困境的同父異母弟弟，她透過非法DNA搜索找到了他。他不知道他的父亲是一个强奸犯，但知道他的父亲有问题。他的母亲因他的父亲的行为而离婚，他跟着母亲长大。他是一个善良的人，但很不幸，做出了愚蠢的决定。在第8季，他被警察陷害。在第13季，他的孩子们被帶走，而他在試圖綁架孩子時被捕。他染上了毒癮，並與孩子们、女友和班森失去了聯繫。在第21季，他試圖向班森賠罪，表示自己已經戒毒，但他卻因吸毒過量而死亡。在第22季，人們發現他服藥過量實際上是一起謀殺案。
- 馬西雅·蓋·哈登 饰演 達納·劉易斯 (第7-8, 12, 14季)
  - 聯邦調查局臥底特工。在第12季，被強姦後，她向特案组報案。在第14季，她在25年前殺害了前男友的女友的消息曝光後被捕。
- 克里斯蒂娜·拉赫蒂 饰演 索尼婭·帕克斯頓 (第11-12季)
  - 她是地区助理检察官，有酗酒問題。在第11季，在接受康復治療後，她回來特案组。在第12季，她被謀殺了。
- 莎朗·史東 饰演 喬·馬洛 (第11季)
  - 她是一名前警察，曾是斯特布勒的搭檔，後來成為特案组的地区助理检察官。
- 蘿拉·班南蒂 饰演 瑪麗亞·阿瑪羅 (第13-16季)
  - 她是阿瑪羅的妻子，在華盛頓特區的軍隊工作。兩人後來離婚。
- 小亨利·康尼克 饰演 大衛·哈登 (第13季)
  - 他是地区助理检察官。在第13季，他和班森開始了戀愛關係，但在他接受調查警察活動的工作後兩人分手。他在第14季的醜聞後被迫辭職。
- 帕布羅·薛伯 饰演 威廉·劉易斯 (第14-15季)
  - 他是個連續強暴犯和殺人犯。在他的罪行被判無罪後，他綁架了班森，並對她進行了四天的身心折磨、性侵害和襲擊。他越獄，再次劫持班森，並自殺陷害她。(薛伯之前扮演過不同的角色。)
- 多納爾·羅格 饰演 德克蘭·墨菲 (第15-17, 23季)
  - 他是一名警督，經常臥底，在羅林斯被發現在非法賭場賭博後幫助她。劉易斯越獄並威脅班森後，他暫時接管了該部門。在第17季，他與羅林斯開始了戀愛關係，並育有一個孩子。在第23季，據透露他現在是仇恨犯罪組的隊長。
- 比爾·歐文 饰演 彼得·林德斯特羅姆 (第15-23季)
  - 他是班森的心理醫生。
- 彼得·蓋勒 饰演 親威廉·多茲 (第16-21季)
  - 他是紐約市警察局長。他原本自私又傲慢，警探們本來就不信任他。兒子死後，他證明自己是一位好的局長，並在許多案件中幫助了班森和警探們。
- 安迪·卡爾 饰演 麥克·多茲 (第17季)
  - 他的父親威廉·多茲 將他安排加入特案组。警探們最初因為他父親的身份而不喜歡他，但他證明了自己是一個好警司。在升職前的最後一天，他中槍身亡。
- 瑞安·巴格爾 饰演 諾亞·波特·班森 (第19季-)
  - 在第15季，班森發現他和其他被性販運的孩子一起。他的親生母親被謀殺了。在許多寄養院受到虐待後，班森正式收養了他。他的親生父親是一名性販子和殺人犯，在法庭上發動槍戰後被阿馬羅殺死。在第23季，他向班森坦白自己是雙性戀。在第24季，他發現他有一個同父異母的哥哥。
- 波姬·小丝 饰演 希拉·波特 (第19季)
  - 她是諾亞的親生外祖母。她在獲得班森的信任後綁架了諾亞，並被逮捕並被送進精神病院。
- 珍妮弗·艾斯波西多 饰演 菲比·貝克 (第20, 22季)
  - 她是图图欧拉在緝毒组共事時的第一個搭檔。图图欧拉離婚後，他們開始了一段關係，但由於他的信任問題而結束。她現在是刑警隊的一名警司。在第22季，她和圖圖拉再次開始戀愛關係並訂婚。(艾斯波西多之前演過不同的角色。)
- 特里·塞爾皮科 饰演 湯米·麥克格拉斯 (第23-25季)
  - 他接替加蘭成為新任局長。他很自私，只關心自己的名聲。在干涉女儿的强奸案后，他被解雇了。
  - (塞爾皮科之前演過4個不同的角色。)

許多著名演員和名人都出現在电视剧中，包括维奥拉·戴维斯、J·K·西蒙斯、小威廉斯、魯妮·瑪拉、凱特·瑪拉、卡羅爾·伯內特、布萊德利·庫柏、艾力·宝云、希拉蕊·朵芙、罗宾·威廉姆斯、阿曼达·西耶弗里德、海登·潘妮迪亚、辛西雅·尼克森、佐伊·索尔达娜、約翰·斯塔莫斯、莎拉·海兰、伊麗莎白·班克斯、莎拉·保羅森、佩德羅·帕斯卡、馬丁·肖特、烏比·戈德堡、史努比狗狗、亚当·德赖弗, 玛莎·斯图尔特、阿比蓋爾·布蕾斯琳、安·瑪格麗特、盧達克里斯、艾伦·鲍丝汀、安吉拉·蘭斯伯瑞、亨利·溫克勒、派翠西亞·阿奎特、鲍勃·萨格、艾丽·范宁、詹姆斯·布洛林、米蘭達·蘭伯特、伊莎贝尔·于佩尔、杰里·刘易斯、美国前总统喬·拜登、麥克·泰森、傑瑞米·艾恩斯和艾德·阿斯納等等。

## 播出時間
| 季節 | 播出時間                           | 集數 |
| ---- | ---------------------------------- | ---- |
| 1    | 1999年 9月 2日 ~ 2000年 5月 21日   | 22   |
| 2    | 2000年 10月 20日 ~ 2001年 5月 11日 | 21   |
| 3    | 2001年 9月 28日 ~ 2002年 5月 17日  | 23   |
| 4    | 2002年 9月 27日 ~ 2003年 5月 16日  | 25   |
| 5    | 2003年 9月 23日 ~ 2004年 5月 18日  | 25   |
| 6    | 2004年 9月 21日 ~ 2005年 5月 24日  | 23   |
| 7    | 2005年 9月 20日 ~ 2006年 5月 16日  | 22   |
| 8    | 2006年 9月 19日 ~ 2007年 5月 22日  | 22   |
| 9    | 2007年 9月 25日 ~ 2008年 5月 13日  | 19   |
| 10   | 2008年 9月 23日 ~ 2009年 6月 2日   | 22   |
| 11   | 2009年 9月 23日 ~ 2010年 5月 19日  | 24   |
| 12   | 2010年 9月 22日 ~ 2011年 5月 18日  | 24   |
| 13   | 2011年 9月 21日 ~ 2012年 5月 23日  | 23   |
| 14   | 2012年 9月 26日 ~ 2013年 5月 22日  | 24   |
| 15   | 2013年 9月 25日 ~ 2014年 5月 21日  | 24   |
| 16   | 2014年 9月 24日 ~ 2015年 5月 20日  | 23   |
| 17   | 2015年 9月 23日 ~ 2016年 5月 25日  | 23   |
| 18   | 2016年 9月 21日 ~ 2017年 5月 24日  | 21   |
| 19   | 2017年 9月 27日 ~ 2018年 5月 23日  | 24   |
| 20   | 2018年 9月 27日 ~ 2019年 5月 16日  | 24   |
| 21   | 2019年 9月 12日 ~ 2020年 4月 23日  | 20   |
| 22   | 2020年 11月 12日 ~ 2021年 6月 3日  | 16   |
| 23   | 2021年 9月 23日 ~ 2022年 5月 19日  | 22   |
| 24   | 2022年 9月 22日 ~ 2023年 5月 18日  | 22   |
| 25   | 2024年 1月 18日 ~ 2024年 5月 16日  | 13   |
| 26   | 2024年 10月 3日 ~                  |      |

第9季受到2007年—2008年大罢工的影響。
第21季和第22季受到COVID-19疫情的影響。
第25季受到2023年好莱坞劳资纠纷的影響。

## 播出經過

### 播出
《法网游龙：特案组》在美国全国广播公司播出。在英国，它在環球影劇頻道上播出到2021年，然后转到SkyWitness。在加拿大，《法网游龙：特案组》在CTV電視網播出至2021年，然后转至城市电视网。它在拉丁美洲、欧洲部分地区和南非的環球影劇頻道播出。

### 串流
《法网游龙：特案组》可以在Netflix上观看，直到2020年NBCUniversal推出了自己的流媒体服务Peacock。2020年起，《法网游龙：特案组》所有季在美国的Peacock和Hulu上播放。某些季可以通过AppleTV+、iTunes、Netflix或Prime Video在全球范围内播放。某些季可以在日本的Hulu上播放。

## 制作

### 选角
在最后一轮试镜中，有3名男演员和3名女演员被考虑担任主角。至于女主角，萨曼莎·马西斯、蕾可·艾尔丝沃斯 （页面存档备份，存于）和玛莉丝卡·哈吉塔正在考虑之中。对于男主角，约翰·斯拉特里、尼克·钦兰德和克里斯托弗·米洛尼正在考虑之中。米洛尼和哈吉塔配对在一起。迪克·沃夫和其他主席立即在试镜中选中了两人。
丹恩·弗洛莱克再次出演原版剧集《法律与秩序》中的角色。由于电视主管希望增加更多女性角色，他被《法律与秩序》解雇，但他继续客串出演，并在得到不必再次试镜的保证后同意加入《法律与秩序：特殊受害者》。理查德·贝尔泽曾提议让他在《凶杀：街头生涯》中扮演的角色出现在《法律与秩序》中，作为主角伦尼·布里斯科的新搭档，但这个角色已经选好了。沃夫决定让他的角色蒙克出现在《法律与秩序：特殊受害者》上。使用他的角色意味着全国广播公司必须向《凶杀》的创作者支付版税。贝尔泽还要求让迪恩·温特斯扮演他的搭档。根据合同，他有义务拍摄HBO剧集《监狱风云》，在第一季时中途离开。
Ice-T原本只在第二季的4集中客串饰演奥达芬·图图欧拉。后来他晋升为主要演员，现在是同一男演员扮演的最长角色，也是仅次于哈吉塔的奥丽薇亚·班森的第二长角色。史蒂芬妮·玛奇在第二季加入，饰演亚历珊卓·卡博特。当她相信自己的角色已经达到发展的终点时，她选择在第五季离开。她主演了衍生剧《定罪》。在第三季中客串出演的黛安·尼尔在第五季中饰演凯西·诺瓦克。她在第九季离开时，有传言称她被解雇，但未经证实。康妮·尼尔森在第八季的6集剧情中饰演丹尼·贝克，而哈吉塔正在休产假。监制们曾考虑提拔她加入主要演员，但粉丝非常不喜欢她的角色。第12季中，宝拉·巴顿饰演米卡·冯。她在拍摄《不可能的任务：鬼影行动》一集后就退出了。
2011年5月，第12季结束前，哈吉塔在收养孩子后要求减轻工作量。有人讨论通过将她的角色奥丽薇亚·班森提升为监督角色来减少她的出场次数。曾在第12季第3集客串出演的珍妮佛·樂芙·休伊曾被讨论接替她作为新角色。公司主席罗伯特·格林布拉特表示，休伊是正在考虑的人选之一。该计划在第13季开始前被取消，因为与米洛尼的合同谈判失败，他离开了。 黄荣亮也离开，加入《异度觉醒》。
第13季，哈吉塔成为唯一的主角。達尼·皮諾、凱文·亞歷杭德羅、大衛·康瑞德、麥克·雷蒙-詹姆士、萊斯·柯羅经过试镜替代米洛尼。達尼·皮諾得到了这个角色。凯莉·吉迪什也加入了。劳尔·埃斯帕扎在第14季加入。彼得·斯卡纳维诺在第16季加入。皮諾在参加了几部犯罪剧后，在第16季结束时离开，想要尝试其他角色。菲利普·溫切斯特在《芝加哥正义》被取消后于第19季加入，并于第20季离开。从第19季开始，瑞安·巴格尔被饰演诺亚·班森。此前，该角色由多名儿童演员扮演。哈吉塔邀请她的朋友波姬·小丝饰演她角色的养子诺亚的亲生祖母。
杰米·格雷·海德在第21季加入了。她宣布她将在第23季离开该剧，是公司的决定。米洛尼在第22季回来，开始主演新衍生剧《法律与秩序：組織犯罪》。奥克塔维奥·皮萨诺在第23季加入了。公司决定在第24季解雇主要演员凱利·吉蒂斯，以宣传新角色。哈吉塔，自第15季以来一直担任执行监制之一，她努力让吉蒂斯留在电视剧中，但没有成功。她正在努力让吉蒂斯回第26季。

## 收视
在第21季开始时，《法网游龙：特案组》是《法网游龙》的第一个衍生产品。该剧广受好评，成为美国黄金时段电视剧历史上连续播出时间最久的非动画剧集，击败了原版剧，该剧在2010年收视率下降后，播出20季后被取消。随着《特案组》的持续成功，全国广播公司恢复了原版剧《法网游龙》。截至2022年，《特案组》是《法网游龙系列》三部剧中收视率最高的。

## 殊榮
| 獎項           | 年   | 类别                       | 候選演員/劇集          | 結果 |
| -------------- | ---- | -------------------------- | ---------------------- | ---- |
| 黃金時段艾美獎 | 2000 | 最佳戲劇類影集女客串演員   | 简·亚历山大            | 提名 |
| 黃金時段艾美獎 | 2000 | 最佳戲劇類影集女客串演員   | 特瑞西·宝兰            | 提名 |
| 黃金時段艾美獎 | 2002 | 最佳戲劇類影集女客串演員   | 玛莎·普林顿            | 提名 |
| 黃金時段艾美獎 | 2003 | 最佳戲劇類影集女客串演員   | 芭芭拉·巴里            | 提名 |
| 黃金時段艾美獎 | 2004 | 最佳戏剧类影集女主角       | 瑪莉絲卡·哈吉塔        | 提名 |
| 黃金時段艾美獎 | 2004 | 最佳戲劇類影集女客串演員   | 瑪麗·麥特琳            | 提名 |
| 黃金時段艾美獎 | 2004 | 最佳戲劇類影集女客串演員   | 梅尔·温宁厄姆          | 提名 |
| 黃金時段艾美獎 | 2005 | 最佳戏剧类影集女主角       | 瑪莉絲卡·哈吉塔        | 提名 |
| 黃金時段艾美獎 | 2005 | 最佳戲劇類影集女客串演員   | 安吉拉·蘭斯伯里        | 提名 |
| 黃金時段艾美獎 | 2005 | 最佳戲劇類影集女客串演員   | 阿曼达·普卢默          | 獲獎 |
| 黃金時段艾美獎 | 2006 | 最佳戲劇類影集女主角       | 瑪莉絲卡·哈吉塔        | 獲獎 |
| 黃金時段艾美獎 | 2006 | 最佳戏剧類影集男主角       | 克里斯托弗·米洛尼      | 提名 |
| 黃金時段艾美獎 | 2007 | 最佳戲劇類影集女主角       | 瑪莉絲卡·哈吉塔        | 提名 |
| 黃金時段艾美獎 | 2007 | 最佳戲劇類影集女客串演員   | 馬西雅·蓋·哈登         | 提名 |
| 黃金時段艾美獎 | 2007 | 最佳戲劇類影集女客串演員   | 莱斯莉·卡伦            | 獲獎 |
| 黃金時段艾美獎 | 2008 | 最佳戲劇類影集女主角       | 瑪莉絲卡·哈吉塔        | 提名 |
| 黃金時段艾美獎 | 2008 | 最佳戲劇類影集男客串演員   | 羅賓·威廉斯            | 提名 |
| 黃金時段艾美獎 | 2008 | 最佳戲劇類影集女客串演員   | 辛西雅·尼克森          | 獲獎 |
| 黃金時段艾美獎 | 2009 | 最佳戲劇類影集女主角       | 瑪莉絲卡·哈吉塔        | 提名 |
| 黃金時段艾美獎 | 2009 | 最佳戲劇類影集女客串演員   | 艾倫·鮑絲汀            | 獲獎 |
| 黃金時段艾美獎 | 2009 | 最佳戲劇類影集女客串演員   | 布蘭達·布蕾辛          | 提名 |
| 黃金時段艾美獎 | 2009 | 最佳戲劇類影集女客串演員   | 卡萝尔·伯内特          | 提名 |
| 黃金時段艾美獎 | 2009 | 最佳戲劇類影集女客串演員   | 布蘭達·布蕾辛          | 提名 |
| 黃金時段艾美獎 | 2010 | 最佳戏剧類影集女主角       | 瑪莉絲卡·哈吉塔        | 提名 |
| 黃金時段艾美獎 | 2010 | 最佳戲劇類影集女客串演員   | 安-玛格丽特            | 獲獎 |
| 黃金時段艾美獎 | 2011 | 最佳戏剧類影集女主角       | 瑪莉絲卡·哈吉塔        | 提名 |
| 金球奖         | 2005 | 金球奖剧情类剧集最佳女主角 | 瑪莉絲卡·哈吉塔        | 獲獎 |
| 金球奖         | 2009 | 金球奖剧情类剧集最佳女主角 | 瑪莉絲卡·哈吉塔        | 提名 |
| 影視演員工會獎 | 2004 | 劇情類影集最佳女演員       | 瑪莉絲卡·哈吉塔        | 提名 |
| 影視演員工會獎 | 2006 | 劇情類影集最佳女演員       | 瑪莉絲卡·哈吉塔        | 提名 |
| 影視演員工會獎 | 2007 | 劇情類影集最佳女演員       | 瑪莉絲卡·哈吉塔        | 提名 |
| 影視演員工會獎 | 2009 | 劇情類影集最佳女演員       | 瑪莉絲卡·哈吉塔        | 提名 |
| 影視演員工會獎 | 2010 | 劇情類影集最佳女演員       | 瑪莉絲卡·哈吉塔        | 提名 |
| 人民选择奖     | 2008 | 电视剧最受欢迎場景         | 理查·贝尔泽            | 提名 |
| 人民选择奖     | 2009 | 电视剧最受欢迎客串         | 羅賓·威廉斯            | 獲獎 |
| 人民选择奖     | 2009 | 电视剧最受欢迎女演員       | 瑪莉絲卡·哈吉塔        | 提名 |
| 人民选择奖     | 2010 | 电视剧情类最受欢迎女演員   | 瑪莉絲卡·哈吉塔        | 提名 |
| 人民选择奖     | 2014 | 电视剧情类最受欢迎女演員   | 瑪莉絲卡·哈吉塔        | 提名 |
| 人民选择奖     | 2015 | 最喜愛電視犯罪劇情女演員   | 瑪莉絲卡·哈吉塔        | 提名 |
| 人民选择奖     | 2016 | 最喜愛電視犯罪劇情女演員   | 瑪莉絲卡·哈吉塔        | 提名 |
| 人民选择奖     | 2017 | 最喜愛電視犯罪劇情女演員   | 瑪莉絲卡·哈吉塔        | 提名 |
| 人民选择奖     | 2017 | 最喜愛電視犯罪影集獎       | 法律与秩序：特殊受害者 | 提名 |
| 人民选择奖     | 2018 | 电视剧情类最受欢迎演员     | 瑪莉絲卡·哈吉塔        | 獲獎 |
| 人民选择奖     | 2020 | 电视剧情类最受欢迎演员     | 瑪莉絲卡·哈吉塔        | 提名 |
| 人民选择奖     | 2020 | 电视剧最受欢迎女演员       | 瑪莉絲卡·哈吉塔        | 提名 |
| 人民选择奖     | 2020 | 最受欢迎剧情剧             | 法律与秩序：特殊受害者 | 提名 |
| 人民选择奖     | 2021 | 电视剧情类最受欢迎演员     | 瑪莉絲卡·哈吉塔        | 提名 |
| 人民选择奖     | 2021 | 电视剧最受欢迎女演员       | 瑪莉絲卡·哈吉塔        | 提名 |
| 人民选择奖     | 2021 | 最受欢迎剧情剧             | 法律与秩序：特殊受害者 | 提名 |
| 人民选择奖     | 2021 | 最受欢迎电视剧             | 法律与秩序：特殊受害者 | 提名 |
| 人民选择奖     | 2022 | 电视剧情类最受欢迎演员     | 瑪莉絲卡·哈吉塔        | 獲獎 |
| 人民选择奖     | 2022 | 电视剧最受欢迎女演员       | 瑪莉絲卡·哈吉塔        | 提名 |
| 人民选择奖     | 2022 | 电视剧最受欢迎男演员       | Ice-T                  | 提名 |
| 人民选择奖     | 2022 | 最受欢迎剧情剧             | 法律与秩序：特殊受害者 | 提名 |
| 人民选择奖     | 2023 | 电视剧情类最受欢迎演员     | 瑪莉絲卡·哈吉塔        | 提名 |
| 人民选择奖     | 2023 | 电视剧最受欢迎女演员       | 瑪莉絲卡·哈吉塔        | 提名 |
| 人民选择奖     | 2023 | 电视剧最受欢迎男演员       | Ice-T                  | 提名 |
| 人民选择奖     | 2023 | 最受欢迎剧情剧             | 法律与秩序：特殊受害者 | 提名 |
| 人民选择奖     | 2023 | 最受欢迎电视剧             | 法律与秩序：特殊受害者 | 提名 |
| 卫星奖         | 2004 | 最佳电视系列——戏剧         | 法律与秩序：特殊受害者 | 提名 |

## 外传、交叉集与改编
《法网游龙：特案组》是《法网游龙》系列的第一个衍生产品。它的成功还带来了更多衍生作品《法网游龙：犯案动机》（2001-2011）、《法网游龙：陪审团》（2005-2006）、《法网游龙：洛杉矶》（2010-2011）、《法网游龙：真实重案》（2017）。后两部在原剧集《法网游龙》于2010年被取消后开始播出。新的衍生剧《法網遊龍：组织犯罪》（2021年至今）于2021年开播，《法网游龙：特案组》的克里斯托弗·米洛尼回来担任主角。《法網遊龍：组织犯罪》与《法网游龙：特案组》有多个交叉集。
继《法网游龙：特案组》和《法網遊龍：有组织犯罪》的成功之后，NBC决定在2021年恢复原版剧集《法网游龙》。2022年，有史以来第一次，三部电视剧《法网游龙：特案组》、《法網遊龍：有组织犯罪》和《法网游龙》播出了交叉集。
它的成功也开启了《芝加哥烈焰》（2012年至今）、《芝加哥警署》（2014年至今）、《芝加哥医情》（2015年至今）、《芝加哥正义》（2017年）。《芝加哥系列》与《法网游龙系列》两部系列借由《芝加哥烈焰》和《芝加哥警署》在《法网游龙：特案组》里的交叉集产生连结。

## 国际改编
英国改编版《法网游龙：英国》于2009年至2014年在ITV播出。
有一部根据《法网游龙：犯案动机》改编的法语版本，于2007年至2008年播出。
2007年，根据《法网游龙：特案组》和《法网游龙：犯案动机》制作了两部俄罗斯改编剧。《特案组》的改编版是俄罗斯收视率最高的剧集之一。
根据衍生剧《犯案动机》改编的加拿大版《法网游龙多伦多：犯案动机》将于2024年春季在城市电视网上映。